# 冉季

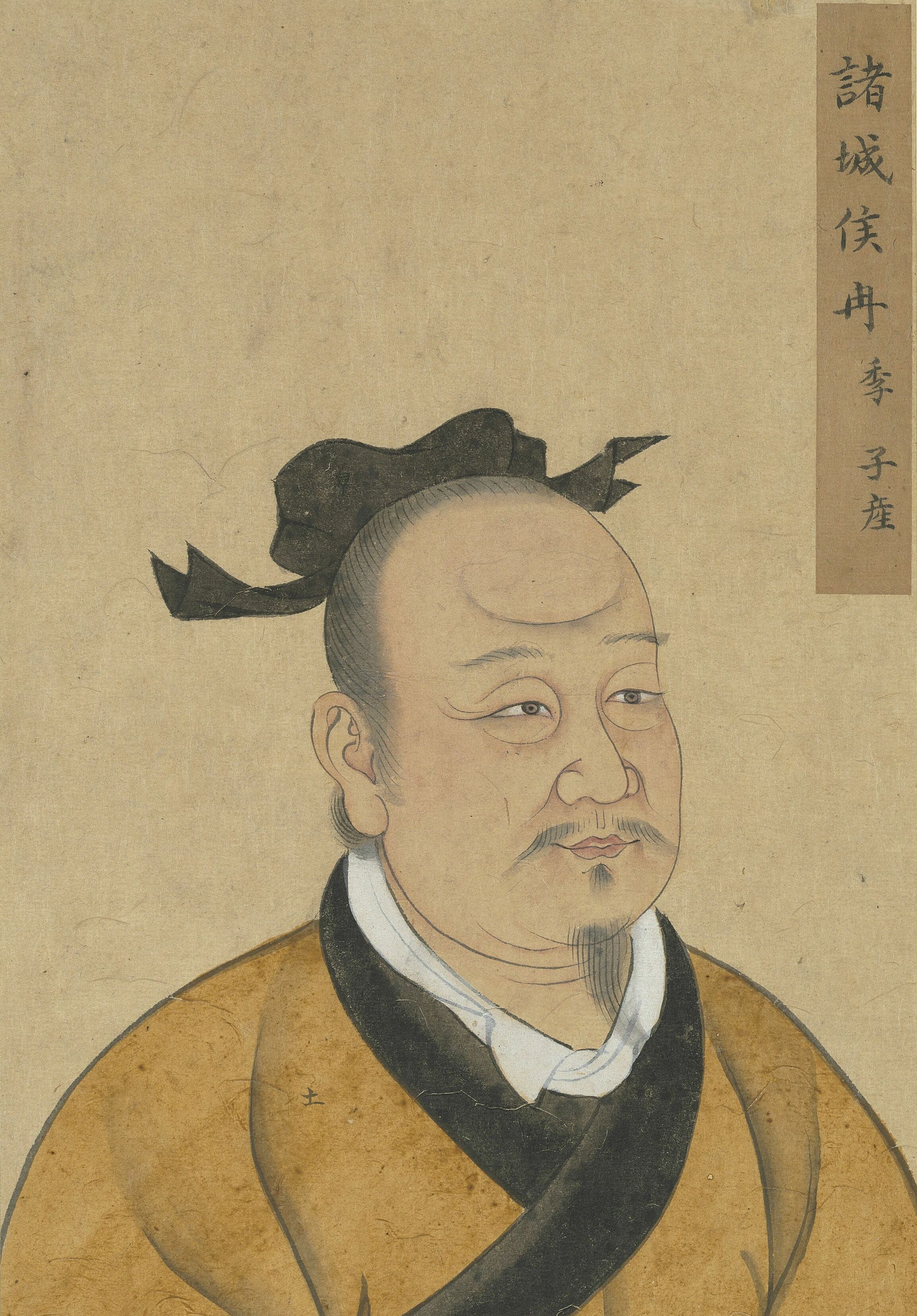
冉季

冉季（？—？），字子產，《孔子家语·弟子解》相同。春秋时期魯國人。孔子弟子。

## 生平
冉季生卒年事蹟不詳，一说是冉雍之子。

## 歷代追封
- 漢明帝永平十五年（72年）從祀孔廟。
- 唐玄宗開元二十七年（739年）封東平伯。
- 宋真宗大中祥符二年（1009年）封諸城侯。
- 明世宗嘉靖九年（1530年）封先賢冉子。
- 冉子挺生，钟是纯粹，游圣之门，切磨道义；明迈井中，礼成肆类，锡壤诸诚，式昭遗轨。